# Alexander Mies
Alexander Mies (Velbert, 25 juni 1992) is een Duits autocoureur.

## Carrière
Mies begon zijn autosportcarrière in het karting in 2000, waar hij tot 2007 actief bleef. In 2009 maakte hij de overstap naar het German Slalom Championship en werd dat jaar tweede in het Junior-kampioenschap. In 2010 stapte hij over naar de Duitse VLN, waarin hij de SP3-klasse van de 24 uur van de Nürburgring won in 2011 en 2013, alsmede de VLN Junior Trophy in 2013. Ook reed hij in de Belgium BMW M235i Racing Cup in 2015 en werd achtste in de eindstand.
In 2016 maakte Mies de overstap naar het nieuwe TCR Thailand Touring Car Championship, waarin hij vanaf het tweede raceweekend op het Chang International Circuit uitkwam voor het Kratingdaeng Racing Team, waarin hij meteen een podiumplaats behaalde. Daarnaast debuteerde hij dat jaar ook in de TCR International Series, waarin hij voor Kratingdaeng in het raceweekend op Chang uitkwam in een Seat León Cup Racer. Hij eindigde de races als dertiende en twaalfde.